# Revival (Selena-Gomez-Album)
Revival (dt.: ‚Wiederbelebung‘) ist das zweite Soloalbum der US-amerikanischen Sängerin und Schauspielerin Selena Gomez. Das Studioalbum wurde am 9. Oktober 2015 veröffentlicht. Revival ist das erste Studioalbum, welches Gomez unter dem Plattenlabel Interscope Records veröffentlicht. Viele Konzerte der Revival World Tour mussten durch Gomez‘s Krankheit abgesagt werden.

## Entstehung und Veröffentlichung
Konkrete Gerüchte zu einem zweiten Soloalbum entstanden im November 2014, nachdem Gomez bekannt gegeben hatte, ihre Arbeit bei Hollywood Records nach acht Jahren zu beenden und zu Interscope Records zu wechseln. Über die Monate gab sie bei Interviews preis, dass das Album zum größten Teil in Mexiko aufgenommen wurde und düsterer und erwachsener sei als ihre vorherigen Alben.
Anfang Januar 2015 gab ein Tonmeister bekannt, dass Gomez zwei neue Lieder mit Stargate (für die Zusammenarbeit mit Gomez schon bei Come & Get It bekannt) aufgenommen habe.
Am 23. Februar 2015 wurde die Single I Want You to Know in Zusammenarbeit mit dem deutsch-russischen DJ Zedd veröffentlicht. Im Frühling gab es Gerüchte, dass Selena Gomez ein Lied mit dem Rapper A$AP Rocky aufnimmt. A$AP Rocky bestätigte dies und postete sogar ein Bild mit Gomez im Studio, wohingegen Selena Gomez eine derartige Zusammenarbeit dementierte. Am 22. Juni 2015 veröffentlichte sie doch eine Single mit dem Rapper A$AP Rocky, nämlich Good for You. Gomez gab auch bekannt, dass Good for You die erste Singleauskopplung ihres zweiten Soloalbums sein wird. Bei weiteren Interviews zu Good for You gab Gomez bekannt, dass das Album zum Ende des Jahres veröffentlicht wird und dass das Lied Nummer drei (Hands to Myself) auf ihrem neuen Album ihr Lieblingslied sei. Am 10. Juli postete Gomez auf ihrer Instagram-Seite ein Bild von ihr im Studio mit dem Untertitel Kill. Em. With. kindness.. 1. Darauf folgte ein Video von ihr im Studio, wo man einen Ausschnitt sehen bzw. hören kann, wie sie ein neues Lied aufnimmt. Dieses Video hat den Untertitel 2. Doch auch am gleichen Tag veröffentlichte sie ein weiteres Foto von ihr selbst, mit dem Untertitel ..../leading you.3 #soon 🎶 😇.
In der Nacht vom 21. zum 22. Juli veröffentlichte sie ein weiteres Video auf Instagram, wo man sie im Studio sieht, wie sie ein Lied aufnimmt, dann läuft sie in Richtung eines Papierblocks und schreibt in Großbuchstaben „Revival 10.9“. Gomez äußerte sich wie folgt bei Interviews zu Revival:

„Das Album handelt generell von meiner Perspektive von den Dingen – es geht nicht nur um eine Sache. Da gibt es diesen Moment in deinem Leben, in dem du zurücktrittst und dich fragst ‚Was passiert hier eigentlich? Bin ich glücklich? Sind diese Menschen gut für mich? Warum tun diese Menschen anderen Menschen bestimmte Dinge an?‘ (Es geht darum) zu entdecken, was das Leben ist; Spiritualität. Da ist ein bisschen von allem auf dem Album.“

„Ich liebe es, ein Album zu kaufen, das mir eine Geschichte erzählt. Taylor (Swift) hat das richtig gut drauf. Ich glaube, dass es wirklich authentisch ist, wenn man in der Lage ist ein Album zu kaufen, das einer Geschichte folgt. Für mich ist das eine größere Herausforderung als einfach nur einen Haufen Hits zu veröffentlichen. Das ist das, was mir bei dieser Platte wichtig war.“

„Das Album ist so anders. Es sind viele verschiedene Musikichtungen auf diesem Album, weshalb ich sehr aufgeregt bin, dass endlich jeder das Album hören kann. [...] Es gibt ein Song über die Freundlichkeit und der Güte auf dem Album, wo ich denke das es irre ist. Es ist so wahr, authentisch und zeigt wer ich wirklich bin. Ich habe versucht ein anderes Who Says zu finden, weil es einer meiner Lieblings-Songs ist, welche ich jemals aufgenommen habe. Ich bin mir sicher, dass meine Fans voller Aufregung auf mein neues Album warten werden. [...]Ich habe bei diesem Album mit vielen neuen Personen gearbeitet. Manchmal hat es geklappt, manchmal aber auch nicht und deshalb bin ich einfach ins Studio gegangen um herauszufinden, was den Song speziell machen würde. Ich hatte auch immer ein Drang dazu, etwas neues aus meiner Stimme herauszubringen, was es bisher noch nicht gab.“

Anfang August wurde bekannt, dass die zweite Single des Albums 'Same Old Love' heißen wird. Es wurde auch bekannt gegeben, dass 'Same Old Love' in Zusammenarbeit mit M.S. Eriksen, T.E. Hermansen (für die Zusammenarbeit mit Gomez bekannt als Songwriter bei Come & Get It) und der Pop-Sängerin Charlotte Aitchison, besser bekannt als Charli XCX, entstanden ist. Des Weiteren gingen viele Registrierungen von neuen Liedern unter Selena Gomez Namen bei der amerikanischen Verwertungsgesellschaft ASCAP ein. Bei einem Interview mit der britischen Radiomoderatorin Olivia Jones gab Gomez bekannt, dass es bei Revival weder eine Zusammenarbeit mit Chris Brown, noch mit Zayn Malik geben werde und dementierte somit die Gerüchte, die es zum Album gab. Sie sei aber jederzeit offen für eine Zusammenarbeit, wenn sie gefragt werde. Im Verlauf des Interviews gab sie bekannt, dass sie mit dem schwedischen Produzenten Max Martin zusammengearbeitet habe, welcher schon für seine erfolgreiche Zusammenarbeit mit Britney Spears, Katy Perry, Taylor Swift oder auch mit The Weeknd bekannt ist. Am 27. August veröffentlichte Gomez auf YouTube drei Videos, in denen sie auf ein Fan-Event rund um Revival aufmerksam machen wollte. Als Veranstaltungsdatum wird der 16. September 2015 angegeben, Veranstaltungsort ist Los Angeles. Um an diesem Event teilzunehmen, muss man sich auf der Internetseite selenagomez.com in ein Gewinnspiel eintragen.
Seit dem 10. September 2015 kann man das Album über Amazon vorbestellen. Wie auch schon bei For You erschien auf der französischen Seite von Amazon fälschlicherweise die Titelliste, welche aber kurz danach wieder zurückgenommen wurde. Am 10. September erschien auch offiziell die Titelleiste sowie das Cover zu Album, welches Gomez vollkommen nackt auf dem Boden sitzend zeigt. Das Cover ist in Schwarz-Weiß gehalten.
Am 26. September 2015 erschien auf YouTube ein 30-sekündiger Ausschnitt zu Me & the Rhythm. Am 1. Oktober 2015 gab sie auf ihrer Instagram-Seite die Revival World Tour bekannt. Gomez gab auch bekannt, dass die Tour von Mai bis Juli in Kanada und den USA stattfinden und danach auf Übersee gehen solle. Genauere Daten zu der Tour wurden am 5. Oktober auf Selena Gomez’ Internetseite bekannt gegeben.
Am 2. Oktober wurde Me & the Rhythm als Promosingle veröffentlicht.
Anfang Oktober gab Selena Gomez bei einem Interview mit USA Today bekannt, dass sie es sich wünsche, dass Sober die dritte Singleauskopplung wird. Am 8. Oktober 2015 wurden zu jedem Lied Revivals jeweils ein Teaser und die Lyrics veröffentlicht.

## Promotion
Am 16. September 2015 fand in Los Angeles das Fan-Event zu Revival statt, wo ca. 200 Fans exklusiv eingeladen wurden. Es gab einen Live-Auftritt von Good for You und Same Old Love sowie die Erstvorführung des Liedes Revival.
Vom 20. bis zum 24. September 2015 gab Selena Gomez diverse Interviews bei Radio- und Fernsehsender in London. Am 25. September reiste sie weiter nach Paris und gab bei einem Treffen ausgewählten Fans die Möglichkeit in das neue Album zu hören. Des Weiteren gab sie viele Interviews in verschiedenen Radiosendern und nahm an vielen Veranstaltungen teil.
Am 9. Oktober 2015 wird Gomez das neue Album in der Ellen-Show darstellen. Geplant ist auch ein Live-Auftritt von Same Old Love.

## Veröffentlichte Singles

### Good for You
Als Promosingle wurde am 22. Juni 2015 Good for You veröffentlicht, welche in Zusammenarbeit mit dem amerikanischen Rapper A$AP Rocky entstand. Es ist einzuordnen als ein Mid-Tempo, Pop, Electro, R&B und Hip-Hop Lied. Das Video zu Good for You wurde am 26. Juni veröffentlicht. Good for You war in den internationalen und auch in den deutschen Charts recht erfolgreich. In den deutschen Charts erreichte es Platz 29 und ist somit nach Naturally die zweiterfolgreichste Single von Gomez. In den US-Charts erreichte Good for You eine Höchstposition von Platz 5 und ist somit die erfolgreichste Single von Selena Gomez. Am 3. September 2015 wurde eine EP mit drei verschiedenen Remix-Versionen von 'Good for You' veröffentlicht.

### Same Old Love
Same Old Love ist die zweite Singleauskopplung des Albums und wurde am 10. September veröffentlicht. Es fand eine Zusammenarbeit mit M.S. Eriksen, T. Ermansen (für die Zusammenarbeit mit Gomez bekannt als Songwriter bei Come & Get It) und der Pop-Sängerin Charlotte Aitchison, besser bekannt als Charli XCX statt. Am 23. September 2015 wurde das Musikvideo zu Same Old Love veröffentlicht.

### Me & the Rhythm
Me & the Rhythm ist die einzige Promosingle aus dem Album und wurde am 2. Oktober 2015 veröffentlicht. Geschrieben wurde es von Selena Gomez selbst sowie von Julia Michaels, Justin Tranter (beide als Songwriter bei Good for You beteiligt), Robin Frediriksson und Mattias Larson. Produziert wurde es vom Duo Mattman & Robin. Am 2. Oktober wurde auch ein Audio-Video auf Vevo veröffentlicht.
„Hands to myself“ wurde als dritte Singleauskoppelung des Albums am 26. Januar 2016 veröffentlicht. Das Musikvideo zu „Hands to myself“, unter der Regie von Alek Keshishian, wurde am 21. Dezember 2015 veröffentlicht.

## Titelliste
| #   | Titel                                             | Songwriting | Produzent(en)                                         | Länge |
| --- | ------------------------------------------------- | --- | ----------------------------------------------------- | ----- |
| 1.  | Revival                                           | Selena Gomez • Tim James • Antonina Armato • Justin Tranter • Julia Michaels • Chauncey Hollis • Adam Schmalholz | Rock Mafia • Hit-Boy                                  | 4:06  |
| 2.  | Kill ’Em With Kindness                            | Selena Gomez • Tim James • Antonina Armato • Benjamin Levin • Dave Dwiggins                                      | Rock Mafia • Dave Audé                                | 3:37  |
| 3.  | Hands to Myself                                   | Selena Gomez • Max Martin • Julia Michaels • Justin Tranter • Robin Frediriksson • Mattias Larsson               | Max Martin • Mattman & Robin                          | 3:20  |
| 4.  | Same Old Love                                     | Benjamin Levin • Charlotte Aitchison aka. Charli XCX • Ross Golan • Mikkel Storleer Eriksen • Tor Erik Hermansen | Stargate • Benny Blanco                               | 3:49  |
| 5.  | Sober                                             | Chloe Angelides • Jacob Kasher • Julia Michaels • Mikkel Storleer Eriksen • Tor Erik Hermansen                   | Stargate                                              | 3:14  |
| 6.  | Good for You feat. A$AP Rocky                     | Selena Gomez • Julia Michaels • Justin Tranter • Rakim Mayers                                                    | Sir Nolan • Nick Monson • A$AP Rocky • Hector Delgado | 3:41  |
| 7.  | Camouflage                                        | Badrilla Bourelly • Chris Braide                                                                                 | Braide                                                | 4:09  |
| 8.  | Me & the Rhythm                                   | Selena Gomez • Julia Michaels • Justin Tranter • Robin Frediriksson • Mattias Larson                             | Mattman & Robin                                       | 3:33  |
| 9.  | Survivors                                         | Ross Golan • Steve Mac                                                                                           | Steve Mac                                             | 3:40  |
| 10. | Body Heat                                         | Selena Gomez • Tim James • Antonina Armato • Justin Tranter • Julia Michaels • Chauncey Hollis                   | Rock Mafia                                            | 3:27  |
| 11. | Rise                                              | Selena Gomez • Tim James • Antonina Armato • Chauncey Hollis • Adam Schmalholz                                   | Rock Mafia • Hit-Boy                                  | 3:03  |
|     | US-Deluxe-Edition/Bonus Tracks                    | |                                                       |       |
| 12. | Me and My Girls                                   | Selena Gomez • Antonina Armato • Tim James • Matt Morris                                                         | Rock Mafia                                            | 3:30  |
| 13. | Nobody                                            | Julia Michaels • Shane Stevens • Monson                                                                          | Monson                                                | 3:37  |
| 14. | Perfect                                           | Julia Michaels • Justin Tranter • Felix Snow                                                                     | Snow                                                  | 4:02  |
|     | Internationale Deluxe-Edition/Target Bonus Tracks | |                                                       |       |
| 15. | Outta My Hands (Loco)                             | Selena Gomez • Tim James • Antonina Armato                                                                       | Rock Mafia                                            | 3:31  |
| 16. | Cologne                                           | Ross Golan • Chloe Angelides • Mikkel Storleer Eriksen • Tor Erik Hermansen • Donkeyboy                          | Stargate                                              | 3:54  |
|     | Deluxe-Edition Japan                              | |                                                       |       |
| 17. | Good for You (feat. A$AP Rocky) (KASBO Remix)     | Selena Gomez • Julia Michaels • Justin Tranter • Rakim Mayers                                                    |                                                       | 3:41  |

## Kommerzieller Erfolg

### Chartplatzierungen
| ChartsChartplatzierungen       | Höchstplatzierung | Wochen |
| ------------------------------ | ----------------- | ------ |
| Deutschland (GfK)              | 12 (2 Wo.)        | 2      |
| Österreich (Ö3)                | 13 (2 Wo.)        | 2      |
| Schweiz (IFPI)                 | 10 (5 Wo.)        | 5      |
| Vereinigte Staaten (Billboard) | 1 (69 Wo.)        | 69     |
| Vereinigtes Königreich (OCC)   | 11 (6 Wo.)        | 6      |

| ChartsJahrescharts (2015)      | Platzierung |
| ------------------------------ | ----------- |
| Vereinigte Staaten (Billboard) | 137         |

| ChartsJahrescharts (2016)      | Platzierung |
| ------------------------------ | ----------- |
| Vereinigte Staaten (Billboard) | 18          |

### Auszeichnungen für Musikverkäufe
| Land/Region                  | Auszeichnungen für Musikverkäufe (Land/Region, Auszeichnung, Verkäufe) | Verkäufe  |
| ---------------------------- | ---------------------------------------------------------------------- | --------- |
| Australien (ARIA)            | Platin                                                                 | 70.000    |
| Brasilien (PMB)              | 3× Platin                                                              | 120.000   |
| Chile (IFPI)                 | Gold                                                                   | 5.000     |
| Dänemark (IFPI)              | 2× Platin                                                              | 40.000    |
| Finnland (IFPI)              | Platin                                                                 | 20.000    |
| Kanada (MC)                  | Gold                                                                   | 40.000    |
| Mexiko (AMPROFON)            | 5× Gold                                                                | 150.000   |
| Neuseeland (RMNZ)            | 2× Platin                                                              | 30.000    |
| Norwegen (IFPI)              | 3× Platin                                                              | 60.000    |
| Österreich (IFPI)            | Platin                                                                 | 15.000    |
| Polen (ZPAV)                 | Platin                                                                 | 20.000    |
| Schweden (IFPI)              | Platin                                                                 | 40.000    |
| Singapur (RIAS)              | Platin                                                                 | 10.000    |
| Thailand (TECA)              | Gold                                                                   | 5.000     |
| Vereinigte Staaten (RIAA)    | Platin                                                                 | 1.000.000 |
| Vereinigtes Königreich (BPI) | Gold                                                                   | 100.000   |
| Insgesamt                    | 5× Gold · 19× Platin ·                                                 | 1.725.000 |

Hauptartikel: Selena Gomez/Auszeichnungen für Musikverkäufe